# Xian de Li (Gansu)
Pour les articles homonymes, voir LI.
Le xian de Li (礼县 ; pinyin : Lǐ Xiàn) est un district administratif de la province du Gansu en Chine. Il est placé sous la juridiction de la ville-préfecture de Longnan.

## Démographie
La population du district était de 495 395 habitants en 1999.